# Elizabeth Pulane Moremi
Elizabeth Pulane Moremi, née Secoo, en 1912, morte en 1994, a été régente et mohumagadi (reine-mère) du Ba Tawana, un territoire situé dans l'actuelle moitié nord du Botswana, exerçant le pouvoir de 1946 à 1964, alors que son fils, Letsholathêbê II a Morêmi, était trop jeune pour régner. Elle a épousé Moremi III, le souverain de BaTawana, en 1937. Lorsqu'il a été tué dans un accident de voiture en 1946, elle a été nommée régente. En tant que régente, Moremi a tenté d'entreprendre plusieurs réformes progressistes, mais a été freinée par une opposition conservatrice au sein de la famille royale. Elle se retire en 1964 et travaille dans une école avant de mourir trente ans plus tard.

## Biographie
Elle est née dans l'État libre d'Orange en août 1912, de Reuben Seeco, un cheminot, et d'Elizabeth Molema. Ses parents sont membres de la tribu BaRolong. Enfant, elle parle anglais et afrikaans. Après avoir suivi une formation d'infirmière, elle s'installe en Afrique du Sud et trouve un emploi au Tiger Kloof Educational Institute. C'est à l'école qu'elle rencontre son mari, Moremi, et les deux se marient en 1937. Ils ont trois enfants,,,.
En 1937, son mari devient roi des BaTawana, sous le titre de Moremi III (en), et le couple s'installe à Ngamiland. Moremi III a des relations difficiles avec les Britanniques qui contrôlent le Botswana à l'époque dans le cadre du Protectorat du Bechuanaland, et il est suspendu en 1945. Son mari meurt l'année suivante dans un accident de voiture. Comme l'homme adulte le plus important de la famille, l'oncle de son mari, était considéré comme incompétent par les autorités britanniques et que leur fils aîné était trop jeune pour gouverner, Elizabeth Pulane Moremi devient la régente de la tribu. Cette tribu compte environ 50 000 personnes lorsqu'elle assume cette fonction. Leetile Disang Raditladi, nommé par son mari, est son secrétaire.
Le Dictionary of African Biography la décrit comme une « administratrice progressiste et compétente ». Par contre, sa régence est marquée par des conflits avec les membres conservateurs de la famille royale. Au sein de la famille royale, seule la mère de son mari la soutient. Ces opposants tentent en vain de la faire destituer, mais les Britanniques soutiennent son maintien au pouvoir. L’ouvrage The Birth of Botswana la décrit comme étant coincée entre les membres conservateurs de la tribu qui s'opposaient aux réformes, notamment en donnant plus de pouvoir aux personnes qui n'étaient pas membres de la tribu BaTawana, et les Britanniques, qui étaient favorables à de telles mesures.
Elizabeth Pulane Moremia lance plusieurs réformes, comme l'octroi d'un degré accru d'indépendance au peuple Yeyi en 1948. Pour autant, elle a nié l'existence du botlhanka, l’état de servitude des Yeyi. Elle crée un conseil tribal pour augmenter la représentation des «groupes subordonnés» dans les années 1950,. Elle est nommée membre de l'Ordre de l'Empire britannique lors du Nouvel An 1957, et officier de l'Ordre de l'Empire britannique lors du Nouvel An 1963.
Dans son ouvrage publié en 2006, Colour Bar: The Triumph of Seretse Khama and His Nation, l'historienne Susan Williams (en) écrit que Elizabeth Pulane Moremi est « considérée comme une administratrice progressiste et juste ». Un article de journal de 1961 affirme qu'elle détient « plus de pouvoir qu'aucune femme n'a atteint en Afrique depuis que les envahisseurs européens ont déposé la dernière des femmes chefs suprêmes ». En tant que chef suprême, elle a augmenté la discipline de son groupe tribal ainsi que les dépenses en matière d'éducation. Elle a critiqué aussi le gouvernement britannique à l'occasion, notamment sur son traitement de Seretse Khama et sa gestion d'un désaccord avec les BaNgwato. Lorsque le Conseil législatif du Protectorat est créé en 1960, elle est la seule femme à y siéger. Par ailleurs, en 1963, elle interdit la chasse aux hippopotames dans la région.
La Réserve de chasse de Moremi est créée en 1963. Elle joue un rôle crucial dans cette création, en dirigeant les efforts et en travaillant pour obtenir un soutien en sa faveur. Son action a été pionnière dans la gestion communautaire des ressources naturelles. La création de la réserve a été citée comme une étape majeure dans la conservation de la vie sauvage dans la région.
Elizabeth Pulane Moremi quitte la régence en 1964 et son fils lui succède. Elle travaille ensuite dans l'est du Botswana, au collège d'enseignement de Francistown. Elle prend finalement sa retraite et meurt en 1994.